# Nathan Horton
Nathan Horton (Welland, 29 maggio 1985) è un hockeista su ghiaccio canadese, di ruolo ala destra. Con i Boston Bruins ha vinto la Stanley Cup 2011.